# Bror Hansson (ishockey)
För andra betydelser, se Bror Hansson.
Bror Lennart Hansson, född 1 december 1941 i Falu Kristine församling, Kopparbergs län, är en svensk ishockeyspelare och tränare. 
Hansson spelade för Avesta BK 1964–1967, Skövde IK 1967–1968, Norrby IF 1968–1969, Borås HC 1969–1973, Avesta BK 1974–1975 och Ludvika GF 1975–1979. Han blev sedan tränare. Han var huvudtränare för Rødovre SIK i Danmark 1983–1984, för HV71 1984–1985 där han lyfte klubben till Elitserien, Tyringe SoSS i sex säsonger till 1992, och Biel 1992–1993. 1997–2000 tränade han Lausitzer Füchse/Weisswasser ES i Tyskland. Omkring 2005 tränade han Botkyrka HC.